# Penicillium palitans
Penicillium palitans Westling – gatunek grzybów z rodziny Aspergillaceae. Mikroskopijny grzyb strzępkowy.

## Systematyka i nazewnictwo
Pozycja w klasyfikacji według Index Fungorum: Penicillium, Aspergillaceae, Eurotiales, Eurotiomycetidae, Eurotiomycetes, Pezizomycotina, Ascomycota, Fungi.
Po raz pierwszy opisał go Richard Westling w 1911 roku w Szwecji. Jens Christian Frisvad i Robert Archibald Samson w 2004 r. wyznaczyli neotyp. Synonim: Penicillium palitans var. echinoconidium S. Abe 1956.

## Morfologia i fizjologia
Kolonie na agarze Czapeka i CYA w temperaturze 25 °C rosną raczej wolno. Są aksamitne do lekko ziarnistych, z kropelkami wysięku o barwie od przeźroczystej do beżowej i zarodniki o barwie od zielonej do ciemnozielonej. Rewers kolonii jest kremowożółty do brązowożółtego, często z brązowym środkiem. Na MEA zarodniki są zielone, kolonie mają aksamitne, bladożółte lub jasnożółte do słonecznożółtych. Penicillusy dwustopniowo rozgałęzione ze wszystkimi elementami przylegającymi, ramiona o szorstkich ścianach. Konidia gładkie i prawie kuliste. Kolor i tekstura zarodników tego gatunku na YES lub CYA są tak charakterystyczne, że można je wykorzystać do odróżnienia P. palitans od P. solitum i pokrewnych gatunków z serii Viridicata, na podstawie analizy obrazu mikroskopowego.
Wytwarza mykotoksyny o nazwie: kwas cyklopiazonowy, fumigaklawina A i B, a także metabolity wtórne o nieznanej toksyczności: cyklopenina, cyklopenol, dehydrocyklopeptyna, cyklopeptyna, viridikatol, viridikatyna, palitantina.

## Badania naukowe
- W Polsce podano wiele jego stanowisk, wyizolowano go z gleby, ryzosfery i siewek jodły i wielu gatunków roślin zielnych[4]. Izolowano go także z sera twardego, różnych produktów żywnościowych, sporadycznie mięsa, powietrza wewnątrz pomieszczeń, powierzchni drewnianych[3], a także z wiecznej zmarzliny[5].

- Oliwa z oliwek i olej czosnkowy hamują wzrost i rozwój P. palitans i Candida albicans, przy czym olej czosnkowy okazał się skuteczniejszym środkiem przeciwgrzybiczym[6].
- Szczep P. palitans wyizolowany ze starodawnych złóż wiecznej zmarzliny wytwarza alkaloidy klawinowe, takie jak festuklawina, fumigaklawina A i fumigaklawina B. Biosynteza alkaloidów zachodzi równocześnie ze wzrostem. Tryptofan i dodatki jonów cynku do podłoża hodowlanego stymulują syntezę alkaloidów[7].